# Stelis grandiflora
Stelis grandiflora är en orkidéart som beskrevs av John Lindley. Stelis grandiflora ingår i släktet Stelis och familjen orkidéer. Inga underarter finns listade i Catalogue of Life.